# Coupe du monde de tir à l'arc en salle de 2012
Navigation
Édition précédente Édition suivante
La coupe du monde de tir à l'arc en salle de 2012 est la deuxième édition annuelle de la coupe du monde en salle organisée par la World Archery Federation (WA). Elle regroupe des compétitions individuelles dans les catégories d'arc classique et arc à poulies.
Pour cette compétition, une nouvelle étape de qualification à Singapour a été ajoutée ; elle s'est déroulée du 10 au 11 décembre 2011.

## Calendrier
| Étape  | Date                      | Lieu            |
| ------ | ------------------------- | --------------- |
| 1re    | du 10 au 11 décembre 2011 | Singapour (SIN) |
| 2e     | du 20 au 22 janvier 2012  | Nîmes (FRA)     |
| 3e     | 10 février 2012           | Las Vegas (USA) |
| Finale | 11 février 2012           | Las Vegas (USA) |

## Format de compétition
Trois compétitions de qualification ont lieu entre décembre 2011 et février 2012 pour chacune des catégories et les meilleurs archers sont qualifiés pour les finales en février à Las Vegas. Toutes les épreuves se déroulent en intérieur avec des cibles se situant à 18 m.
La première étape des qualifications se déroule à Singapour du 10 au 11 décembre 2011, les archers seront classés selon leur classement final.
La deuxième étape des qualifications se déroule à Nîmes du 20 au 22 janvier 2012, les archers seront classés selon leur classement final.
La troisième étape des qualifications se déroule à Las Vegas du 10 au 11 février 2012.
Les 16 premiers archers de chaque catégorie suivant leur total de points, seront qualifiés pour la finale à Las Vegas le 11 février 2012.

## Résultats
Au 12 février 2012, voici le classement pour chaque catégories :
| Épreuves                      | Or                  | Argent                             | Bronze               |
| ----------------------------- | ------------------- | ---------------------------------- | -------------------- |
| Individuelle classique hommes | Brady Ellison (USA) | Jake Kaminski (USA)                | Matteo Fissore (ITA) |
| Individuelle classique femmes | Ksenia Perova (RUS) | Naomi Folkard (GBR)                | Lisa Unruh (GER)     |
| Individuelle poulies hommes   | Reo Wilde (USA)     | Braden Gellenthien (USA)           | Ben Cleland (USA)    |
| Individuelle poulies femmes   | Joanna Chessé (FRA) | Sandrine Vandionant-Frangili (FRA) | Naomi Jones (GBR)    |